# Парментьера
Парментьера (лат. Parmentiera) — род растений семейства Бигнониевые (Bignoniaceae).

## Название
Родовое латинское (научное) название Parmentiera дано в честь Антуана-Огюстена Пармантье (фр. Antoine-Augustin Parmentier, 1737—1813) — французского агронома, фармацевта и гигиениста эпохи Просвещения.
Русскоязычное название является транслитерацией латинского.

## Описание

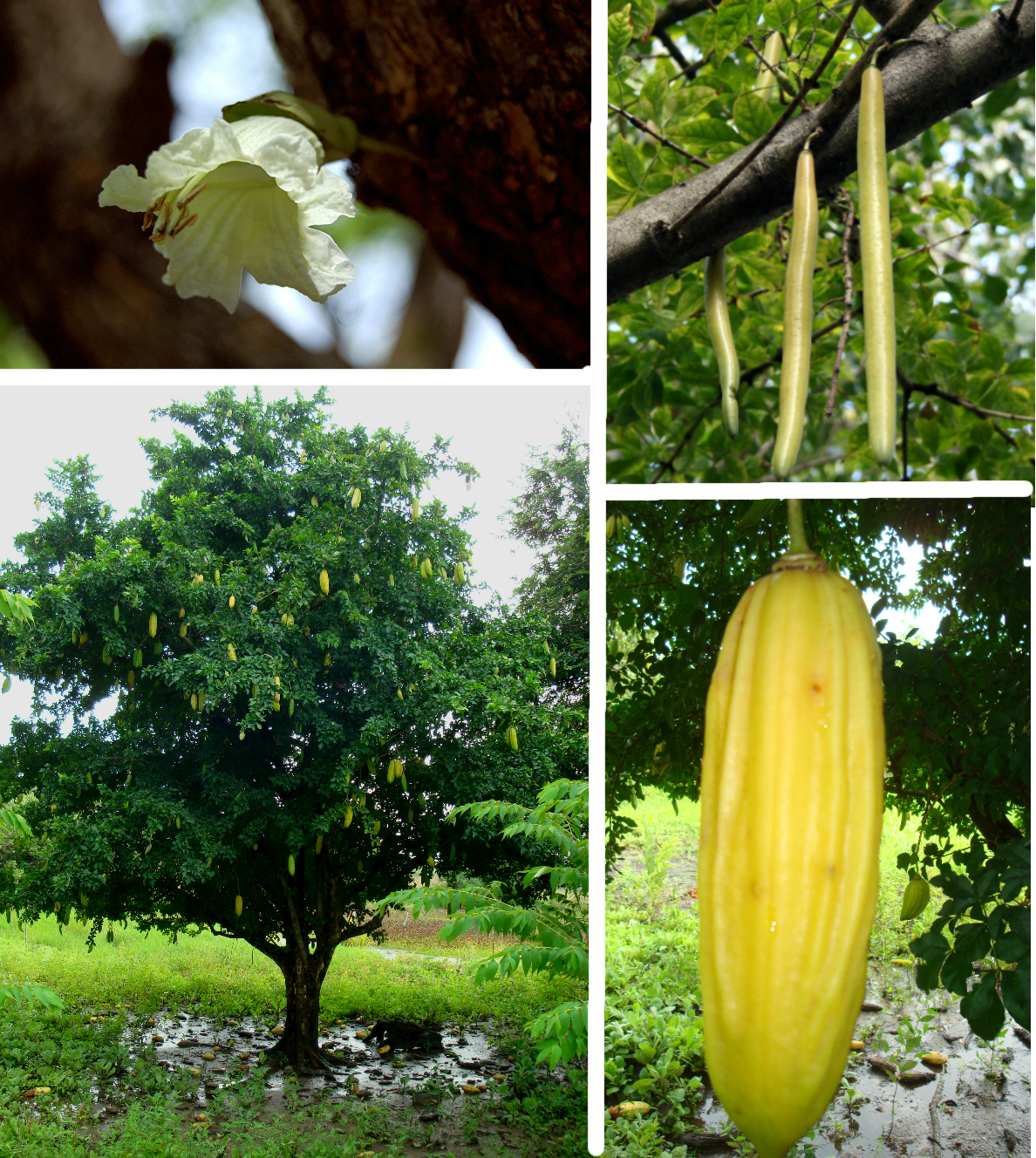
Верхние фотографии: Parmentiera cereifera. Нижние фотографии: Parmentiera aculeata

Представители рода — древесные растения различного размера: от кустарников до крупных деревьев. Характерной особенностью их структуры является наличие шипа под каждым узлом. Листья располагаются супротивно или почти супротивно, часто с небольшим крылатым черешком.
Цветки одиночные или в пучках из 2-3 цветков. Они часто появляются на старых деревьях или стволах и иногда в верхней части растения. Чашечка цветка имеет лопатчатую форму, раздвоенную практически у основания и незаметную в виде чешуйки. Венчик цветка может быть белого или зеленовато-белого цвета, он крупный и имеет форму от ширококолокольчатой до воронковидной, (у Parmentiera parviflora трубчатый и значительно меньший). Пыльники голые, а тычинки слегка отклоняются друг от друга. Завязь имеет цилиндрическую форму, эпидермис покрыт железистыми волосками, и в сухом состоянии выглядит более или менее чешуйчатым. Семязачатки располагаются в нескольких рядах, а диск имеет кольцевидную форму. Плоды имеют форму от удлинённо-линейных до продолговатых и не раскрываются. Они часто имеют продольные ребра, жёсткую мясистую наружную кору и волокнисто-мясистое ядро. Семена маленькие и плоские, окружены узким рудиментарным крылом, располагаются между корой и сердцевиной плода.

## Распространение и экология
Природный ареал рода охватывает следующие территории: Белиз, Колумбия, Коста-Рика, Сальвадор, Гватемала, Гондурас, Мексика, Мексиканский залив, Никарагуа и Панама. Кроме того, данный вид был интродуцирован в следующих регионах: Куба, Доминиканская Республика, Гаити, Ямайка, Пуэрто-Рико и Тринидад-Тобаго.

## Таксономия
Parmentiera DC., первое упоминание в Biblioth. Universelle Genève, n.s., 17: 135 (1838).

### Синонимы
Гетеротипные (основанные на разных номенклатурных типах):
- Zenkeria Rchb. (1841)

### Виды
Подтвержденные виды по данным сайта Plants of the World Online на 2023 год:
- Parmentiera aculeata (Kunth) Seem.
- Parmentiera cereifera Seem.
- Parmentiera dressleri A.H.Gentry
- Parmentiera macrophylla Standl.
- Parmentiera millspaughiana L.O.Williams
- Parmentiera morii A.H.Gentry
- Parmentiera parviflora Lundell
- Parmentiera stenocarpa Dugand & L.B.Sm.
- Parmentiera trunciflora Standl. & L.O.Williams
- Parmentiera valerii Standl.

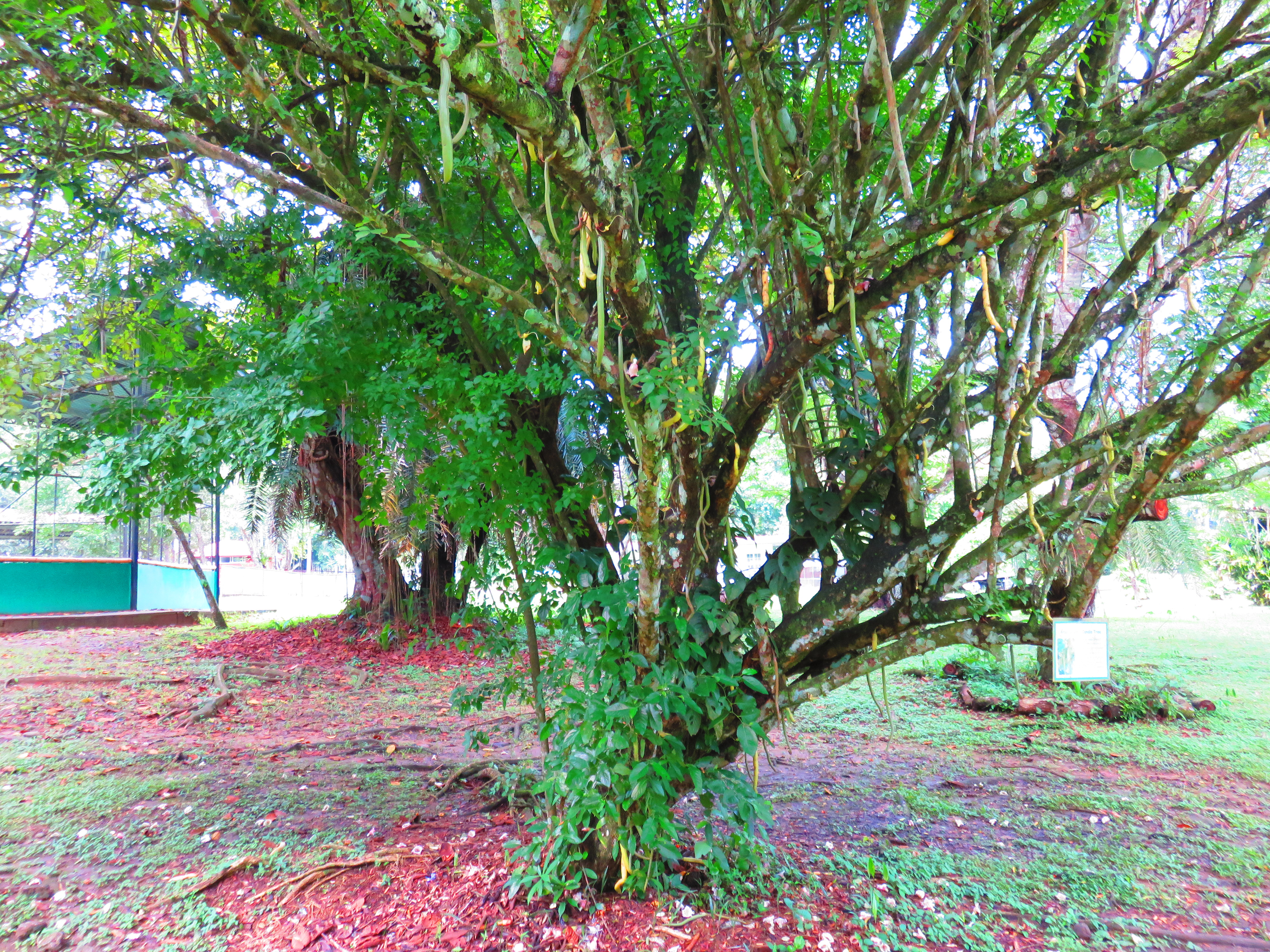
Parmentiera cereifera
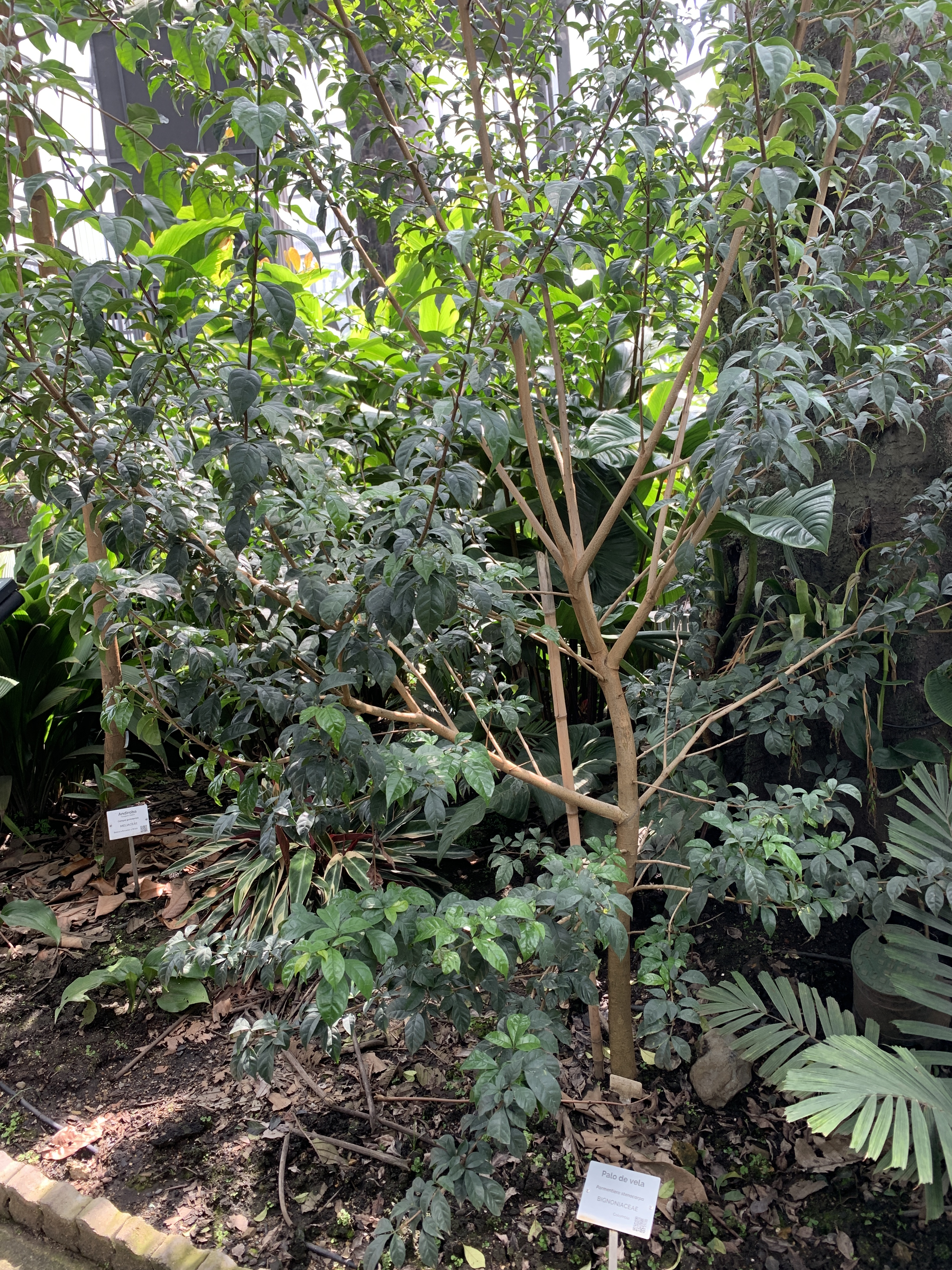
Parmentiera stenocarpa